# Ладожская кольчатая нерпа
Ла́дожская ко́льчатая не́рпа (лат. Pusa hispida ladogensis) — подвид кольчатой нерпы (Pusa hispida), которая имеет ареал лишь в Ладожском озере на северо-западе России. Внешне похожа на балтийскую нерпу, но мельче и светлее
Балтийская кольчатая нерпа проникла в бассейн Ладожского озера не ранее 10750 лет назад. Развитие подвида началось около 10200 — 10000 лет назад, когда часть популяции балтийской кольчатой нерпы оказалась изолирована в бассейне Ладожского озера, после высыхания Хейниокского пролива в ходе регрессии Анцилового озера.
Имеет определенную генетическую связь с меньшей популяцией в озере Сайма через реку Вуокса, впадающей в Ладожское озеро.
Держится небольшими группами по 7—15 зверей.
Летом животные предпочитают держаться в малонаселенных северных районах озера, где в изобилии имеются островки, камни и мысы, а зимой концентрируются в южной и юго-восточной акваториях водоёма. Естественные враги нерпы — волки и лисицы.

## Внешний вид
Длина тела животных не превышает 135 см, вес — 47 кг. Новорождённый нерпёнок по размерам очень похож на новорождённого ребёнка (рост — около 50 см и вес 4—4,5 кг). Существует 4 варианта меха. Ежегодные линьки происходят в период с апреля по июнь. Окрас меха тёмный (почти чёрный) с белыми кольцами. Ласты короткие и на берегу они не дотягивают до земли.

## Размножение
Кольчатые нерпы становятся половозрелыми в возрасте 5-7 лет. Спаривание происходит в марте—мае. Беременность длится 11 месяцев.
Потомство (один щенок) приносит в феврале—апреле, после чего через 1—1,5 месяца наступает очередной брачный период. Нормальный срок жизни составляет примерно 30—35 лет.

## Питание
Питается нерпа рыбой: ряпушкой, налимом, бычками, трёхиглыми колюшками, сигами, но база рациона — частиковая рыба, ерши и корюшка. В день нуждается в 3-4 килограммах пищи.

## Охрана
На начало 1900-х годов численность ладожских нерп достигала двадцати тысяч особей. На начало 2000-х годов численность популяции не превышает трёх тысяч особей. Резкое сокращение численности связано с браконьерством и с тем, что ладожская нерпа до 1980 года — промысловый зверь (охота была полностью запрещена в 1980 году). Для этого подвида угрозой являются рыболовные сети, индустриализация, слив топлива в воду из судов.
Ладожская нерпа включена в Красную книгу СССР в 1984 году.